# Corrie van Binsbergen
Corrie van Binsbergen (* 1957) ist eine niederländische Gitarristin (akustisch, elektrisch, Bassgitarre) und Komponistin des Jazz, des Pop, improvisierender Musik und des Crossover.

## Leben und Wirken
Binsbergen, die seit ihrem neunten Lebensjahr Gitarre spielt, studierte nach einem Jahr Philosophiestudium (während der Vorbereitungszeit für das Konservatorium) klassische Gitarre am Konservatorium Utrecht, abgeschlossen 1983. Danach spielte sie im Sextett „Utrecht Improvisation Laboratory“ und 1985 als Bassgitarristin in den Bands „Melodoewaps“ (mit den Sängerinnen Peggy Larson und Astrid Seriese) und „Girltalk“ (mit der niederländischen Jazzmusikerin Floor van Zutphen sowie Rosa King und Elton Dean). 1986 ging sie auf Tour mit der englischen Funk-Band „Ackee“.
Im gleichen Jahr gründete sie ihre Band „Corrie en de Brokken“ mit Angelo Verploegen und Tobias Delius (die bis 1991 bestand, danach legte sie die Band 1995/6 nochmals neu auf), mit der sie einen Mix spielte, den sie „Collage Funk“ nennt. Sie gingen auf Tour und traten 1987 beim North Sea Jazz Festival auf. Mit der Band veröffentlichte Binsbergen die CDs „Alles beweegt“ 1990 und „Live“ 1995 (aus dem Bimhuis) beim Label BV Haast. 1996 startete sie ihr Projekt „Corrie en de Grote Brokken“, in der sie Jazz- und Popmusiker zusammenbringt. Dazu gründete sie eigens eine Stiftung, die alle zwei Jahre ähnliche Projekte auf den Weg bringen soll, die nach eigenen Worten ein breiteres Publikum als nur das des Jazz erreichen wollen.
Weitere Gruppen von ihr heißen „Vanbinsbergen“ (1998), das Quartett „CVB4“ (2002), „CVB5“ (1998), „CRAM“, „Links“ (1999). 2003 startete sie ihr Projekt „Schrijvers in Concert“, in dem sie Konzerte mit verschiedenen Schriftstellern gibt (auch als CDs veröffentlicht). Ihre aktuelle Gruppe trägt den Namen "VANBINSBERGEN PLAYSTATION".
1988 nahm sie mit den Gitarristen Franky Douglas und Vincent van Warmerdam das Album „Seven Slowhands“ auf, und mit der gleichnamigen Band ging sie 1989 auf Tour von Russland über die Mongolei nach China und Indonesien. Ab 1989 tourt sie auch mit den „Lazybones“ mit Martin van Duynhoven (Schlagzeug), Ernst Glerum (Bass) und Vera Vingerhoeds. Mit Vera Vingerhoeds spielte sie auch in den 1990er Jahren in einer Gruppe „KNVB“ (Auftritt auf dem North Sea Jazz Festival 1996). Außerdem trat sie in dieser Zeit als Teil der weiblichen Popband „Girls wanna have fun“ auf; auf dem Global Village Festival 2006 trat sie als Teil der Frauenband Adyuuma auf. Sie arbeitete weiterhin mit Rob Verdurmens Drummers Double Bill und Chris Abelen. Mit der Band Cram (mit Rutger van Otterloo und Organist Carlo de Wijs) veröffentlichte sie das Album For a Dog. 2013 legte sie das Soloalbum Self Portrait in Pale Blue vor. 2019 unternahm sie eine Tour zusammen mit der Sängerin Frédérique Spigt.
Weiterhin ist sie als Komponistin anerkannt; sie schrieb unter anderem für das Tetzepi Bigtet, das ASKO Ensemble (Premiere am 24. April 2007), Combustion Chamber und die belgische Bigband FES. Sie komponiert auch für Theater- und Tanzprojekte (sogar für den Zirkus und für Stummfilm), etwa für das Scapino Ballett in Rotterdam, sowie Fernsehproduktionen. Einer ihrer Einflüsse ist Frank Zappa; daher trat sie beispielsweise auf dem Zappa Day in Den Haag 1997 auf und auf dem Zappa-Festival in Bad Doberan 2006 auf.

## Preise und Auszeichnungen
1998 erhielt Binsbergen den Boy-Edgar-Preis.